# Ludvig Irgens-Jensen

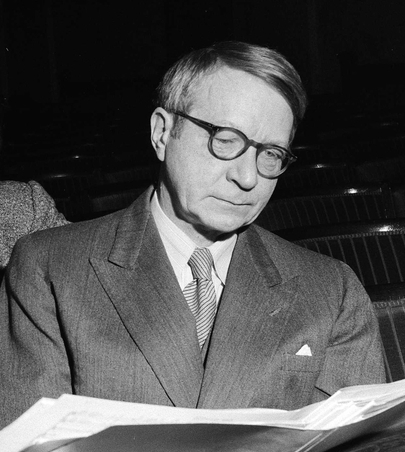
Ludvig Irgens-Jensen

Paul Ludvig Irgens-Jensen (Oslo, 13 april 1894 – Sicilië, 11 april 1969) was een Noors componist.
Irgens-Jensen studeerde filologie aan de Universiteit van Oslo en kreeg pianolessen van Nils Larsen, de toenmalig belangrijkste Noorse pianist. Opmerkelijk is dat Irgens-Jensen nooit lessen in compositie kreeg; hij leerde van het bestuderen van partituren en artikelen over muziek in allerlei periodieken en tijdschriften. In 1920 debuteerde hij als componist met enkele liederen met pianobegeleiding. Hij reisde veel en leerde meerdere talen en kan gezien worden als een van de personen die modernere muziek in Noorwegen introduceerde. In de jaren 1930 bereikte Irgens-Jensen het toppunt van zijn roem met de compositie en uitvoering van zijn muziekdrama Heimferd. Na de première moest het werk wegens enorme belangstelling meerdere keren worden herhaald en begon daarna een triomftocht door Noorwegen. Tijdens de Tweede Wereldoorlog ondervond hij repressie: zijn muziek werd door de nazi’s te modern en Noors-nationalistisch geacht en Irgens-Jensen moest de distributie van zijn werken anoniem en illegaal regelen. Werken werden naar Zweden gesmokkeld en daarna door naar Engeland waar zij onder allerlei pseudoniemen werden uitgebracht en voor de radio werden uitgevoerd. Zijn muziek wordt als Neo-klassiek geoormerkt maar heeft ook romantische tendensen. Ze is echter altijd tonaal en zeer georganiseerd en wordt vaak verfijnd genoemd. In de jaren 1960 en 1970 verflauwde de belangstelling voor de muziek van Irgens-Jensen door het toen geldende dogma dat alles atonaal en avant-gardistisch moest zijn. De waardering voor zijn (weinige) composities wordt echter – doordat naast moderne muziek, romantische muziek ook weer ‘mag’ – meer en meer op waarde geschat en is ook op CD goed gedocumenteerd. In Noorwegen is hij als componist nooit uit beeld geweest.

## Composities
Na zijn debuut als liederencomponist produceerde Irgens-Jensen direct 2 significante symfonische werken: Tema con Variazione (1925) en Passacaglia (1927). Dit laatste werk won de 2de prijs in de ‘Scandinavische zone’ in de internationale Schubert-competitie, georganiseerd door de Columbia Record Company. (Kurt Atterbergs zesde symfonie won de 1ste prijs.) Voor een autodidact een prestatie van formaat net als de in 1939 voltooide Partita sinfonica. Voor de compositiewedstrijd ter ere van de 900ste verjaardag van de kerstening van Noorwegen en de dood van Koning Olaf II componeerde Irgens-Jensen een oratorium – hij noemde het zelf een ‘dramatische symfonie’ omdat het werk ingedeeld is als een klassieke symfonie in 4 delen – waarmee hij de eerste prijs won. Dit was Heimferd (te vertalen als ‘thuiskomst’ maar ook als ‘reis naar huis’) dat gecomponeerd was voor zangsolisten, groot koor en orkest. De tekst van Olav Gullvåg was in het Nynorsk, wat in die tijd tot een boycot van het werk in bepaalde kringen leidde. De première werd daarom verplaatst van Trondheim naar Oslo. Het werk werd echter zo goed ontvangen dat het 12 keer moest worden herhaald om aan de vraag van het publiek te voldoen en 2 keer op de radio integraal werd uitgezonden. Heden wordt dit werk als nationaal Noors monument erkend en is een van de belangrijkste werken binnen de Noorse oratoriumtraditie. Irgens-Jensen wilde dit succes proberen te herhalen met de cantate Der Gott und die Bajadere, op tekst van Goethe maar dit werd geen groot succes. Tijdens de Tweede Wereldoorlog componeerde Irgens-Jensen patriottische liederen en een symfonie die de 1ste prijs won in een in het geheim georganiseerde competitie ter ere van het 25-jarig bestaan van de Noorse componistenbond (1943). In 1957 componeerde Irgens-Jensen, geheel tegen de trend van de tijd in, de orkestliederencyclus Japanischer Frühling die vergelijking oproept met Das Lied von der Erde van Gustav Mahler.

## Registraties
Het muzieklabel Simax heeft in haar serie ‘Music in Norway’ enkele belangwekkende registraties van Irgens-Jensens composities in haar catalogus opgenomen.
- Bibsys: 90609644
- Biblioteca Nacional de España: XX4912228
- Bibliothèque nationale de France: cb137997838 (data)
- CiNii: DA14494248
- Gemeinsame Normdatei: 123406749
- International Standard Name Identifier: 0000 0000 8125 5689
- Library of Congress Control Number: n83194249
- Nationale Bibliotheek van Letland: 000202609
- MusicBrainz: 32f89d2f-e2f6-4e7b-9638-9e6d0456bed0
- Nationale Bibliotheek van Tsjechië: mzk2014814061
- Nationale Bibliotheek van Israël: 987007397306605171
- Nederlandse Thesaurus van Auteursnamen: 096728973
- Istituto Centrale per il Catalogo Unico: DDSV249916
- SNAC: w6w66vdz
- Virtual International Authority File: 46944840
- WorldCat: E39PBJfgYGrrYQhRf8Kp3KGvHC